# Visual effects
Visual effects (vfx) er i filmens special effects verden modpolen til de såkaldte physical effects, eksempelvis regn og eksplosioner, der udføres under live-action optagelserne, mens visual effects, også kaldet optiske effekter, normalt udføres separat i særlige studier og mere har karakter af rene illusioner, der først på lærredet fremstår som komplette og overbevisende.
Moderne visual effects består sædvanligvis af en blanding af liveoptagelser og digitale billeder, for tilsammen at lave scener og miljøer, der ville være for farlige, dyre eller simpelthen umulige at optage på film. Computerskabte visual effects har været brugt i dyre Hollywood-produktioner siden 1990'erne, men i takt med, at teknologien er blevet billigere og nemmere, bliver det mere og mere almindeligt i lavbudget- og amatørfilm.

## Danske visual effects firmaer
- Ghost VFX
- Duckling&Sonne

## Udenlandske visual effects firmaer
- Industrial Light & Magic
- Weta Digital